# غاري ثورن
غاري ثورن (بالإنجليزية: Gary Thorne)‏ هو معلق رياضي أمريكي، ولد في 9 يونيو 1948 في بانجور في الولايات المتحدة.

## وصلات خارجية
- غاري ثورن على موقع IMDb (الإنجليزية)